# Сайрус Даллін
Сайруг Едвін Даллін (22 листопада 1861, Спрингвілл, Юта — 14 листопада 1944, Арлінгтон, Массачусетс) — американський скульптор, бронзовий призер літніх Олімпійських ігор 1904 року у стрільбі з лука. Автор більше 260 робіт.

## Біографія
Даллін, син Томаса і Джейн (Хамер) Далліна, народився в місті Спрингвілл (штат Юта), в родині, яка тоді належала до церкви Ісуса Христа Святих Останніх Днів (церква LDS). У віці 19 років він переїхав до Бостона для вивчення скульптури з Труманом Хоу Бартлеттом. 

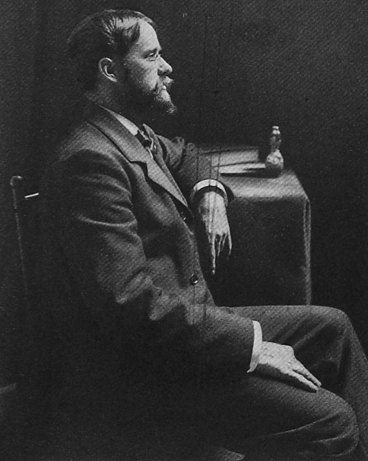

У 1883 році він вступив на конкурс на кінну статую Пола Ревера для Бостона, штат Массачусетс. Він виграв конкурс і отримав контракт, але чотири версії його моделі були відхилені. П'ята версія була прийнята в 1899 році, але проблеми зі збору коштів затягували проект на десятиліття. Повнорозмірна статуя була відкрита лише у 1940 році.
Даллін звернувся до унітаризму і спочатку відхилив пропозицію ліпити ангела Моронія, що мав бути встановлений на шпиль церкви LDS у місті Солт-Лейк. Пізніше він прийняв доручення і після закінчення статуї сказав: «Мій ангел підвів мене якнайближче до бога, ніж все, що я коли-небудь робив». Його статуя стала символом Церкви LDS і була зразком для інших статуй ангела Моронія на шпилях інших церков LDS.
У Бостоні Даллін став колегою Августа Св. Гауденса та близьким другом Джона Сінгера Саржента. Він одружився з Вітторією Колоною Мюррей в 1891 році та повернувся до Юта для роботи над ангелом Моронієм (1893). Протягом року він викладав у Інституті Дрекселя у Філадельфії, штат Пенсільванія, поки завершував свою статую сера Ісака Ньютона (1895) для бібліотеки Конгресу. У 1897 році він поїхав до Парижа, де навчався у Жана Дампта. Подружжя Сайрусів 1900 року переїхали в Арлінгтон, штат Массачусетс, де вони мешкали до кінця життя та виховували трьох синів. З 1899 по 1941 рік він був членом факультету Нормальної художньої школи Массачусетса (нині Массачусетський коледж мистецтв і дизайну). У 1912 році обраний асоційованим членом Національної академії дизайну, а від 1930 року — академік цієї установи.
На літніх Олімпійських іграх 1904 року в Сент-Луїсі, Даллін змагався у стрільбі з лука, здобувши бронзову медаль у командних змаганнях. Він зайняв дев'яте місце в Американському раунді «Double American» та 12-те — в раунді «Double York».

## Спадщина
За життя створив більше 260 робіт, серед яких найвідомішими його роботами є серія архітектурних зображень індіанців — «Епос індіанців», створений протягом 1890-1909 років. Також він створив кінну статую Пола Ревера в Бостоні, скульптуру Ангела Мороні на вершині церкви Ісуса Христа Святих Останніх Днів у місті Солт-Лейк.

### Епос про індіанців
Даллін створив серію з чотирьох скульптур, під загальною назвою «Епос індіанців», що складається з:
- «Сигналу миру» або «Ласкаво просимо» (1890). Скульптура була презентована на виставці 1893 року в Колумбії, а 1894 року — встановлена у Лінкольн-парку в Чикаго.
- «Людина-медик» або «Попередження» (1899). Скульптура була презентована на Паризькому салоні 1899 року та на Паризькій виставці 1900 року, де здобула золоту медаль. 1903 року вона була встановлена у Фермаунт-парку у Філадельфії.
- «Протест сіу» або «Виклик» (1904). Повнорозмірна штатна версія скульптури була презентована на Всесвітній виставці 1904 року, що проходила в місті Сент-Луїсі і була присвячена столітньому ювілею луїзіанської купівлі, де отримала золоту медаль. До нашого часу ця скульптура дійшла у формі статуетки і лише 1986 року її бронзова версія була відлита у великому розмірі. Нині скульптура знаходиться в Музеї мистецтв міста Спрингвілл.
- «Звернення до Великого Духа» (1909). Ця скульптура стала іконою американського мистецтва і є найвідомішою роботою Далліна. Повнорозмірна версія була відлита в бронзі в Парижі та завоювала золоту медаль на Паризькому салоні 1909 року, а 1913 року скульптура була встановлена біля головного входу в музей образотворчих мистецтв в Бостоні. Він був встановлений біля головного входу в Музей образотворчих мистецтв Бостона в 1913 році. Менші копії роботи знаходяться в численних американських музеях та в постійній колекції Білого дому. 1929 року в місті Мансі, штат Індіана, при перетині вулиць Грецької і Граністської, було встановлено бронзову версію скульптури, яку місцеві мешканці вважають символом міста. Гіпсова копія надійшла до міста Талса, штат Оклахома у 1923 році й знаходилася там до закриття цього закладу у 1976 році. У 1985 році скульптура відлита у бронзі та встановлена в парку Вудворд, при перетині вулиць 21-го та Пеорії у місті Талса.

## Пам'ять

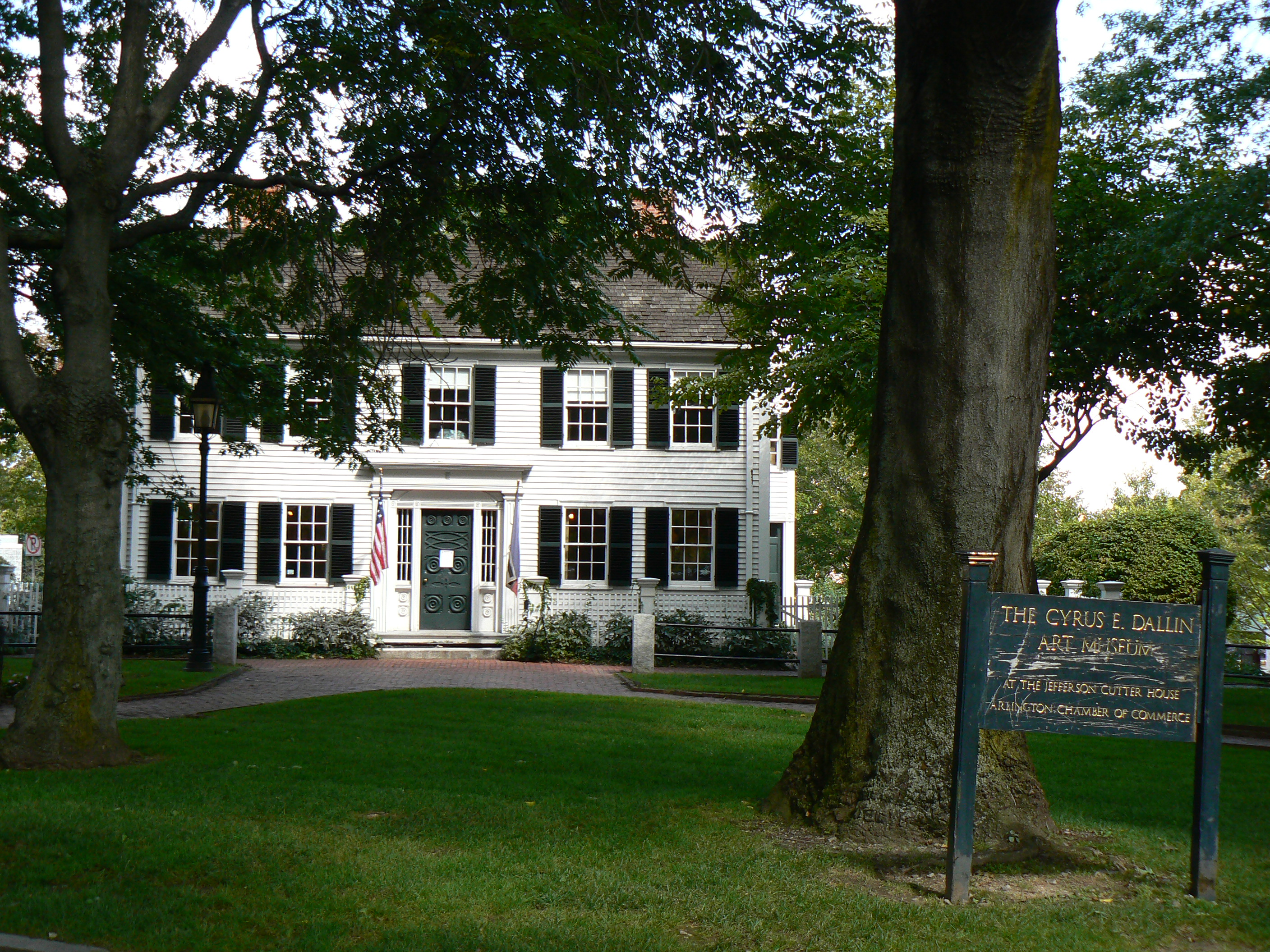
Музей робіт Сайруса Далліна в Арлінгтоні

- В будинку Джеферсона Каттера в Арлінгтоні, штат Массачусетс відкрито музей, присвячений роботам Сайруса Далліна, а також на його честь названо місцеву початкову школу.
- Більше 30 робіт скульптора експонуються в музеї мистецтв, на його батьківщині, у місті Спрингвілл.
- Його статті знаходяться в Смітсонівському архіві американського мистецтва.
- Будинки Далліна (англ. Dallin House) у Спрингвілл та Тейлор-Даллін (англ. Taylor-Dallin) у Арлінгтоні, внесені до Національного реєстру історичних місць.

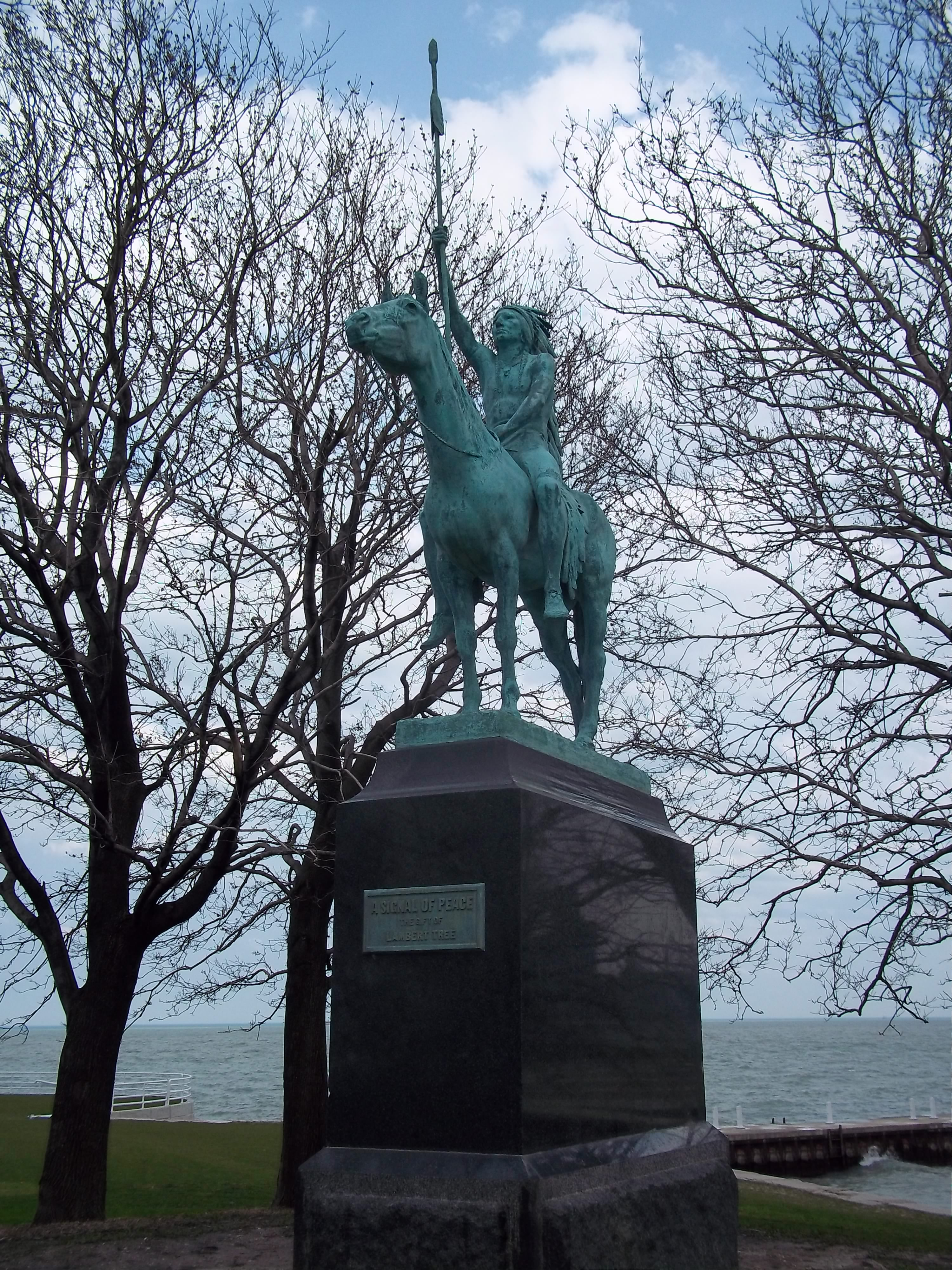
«Сигнал миру» (1890, Чикаго, Лінкольн-парк)
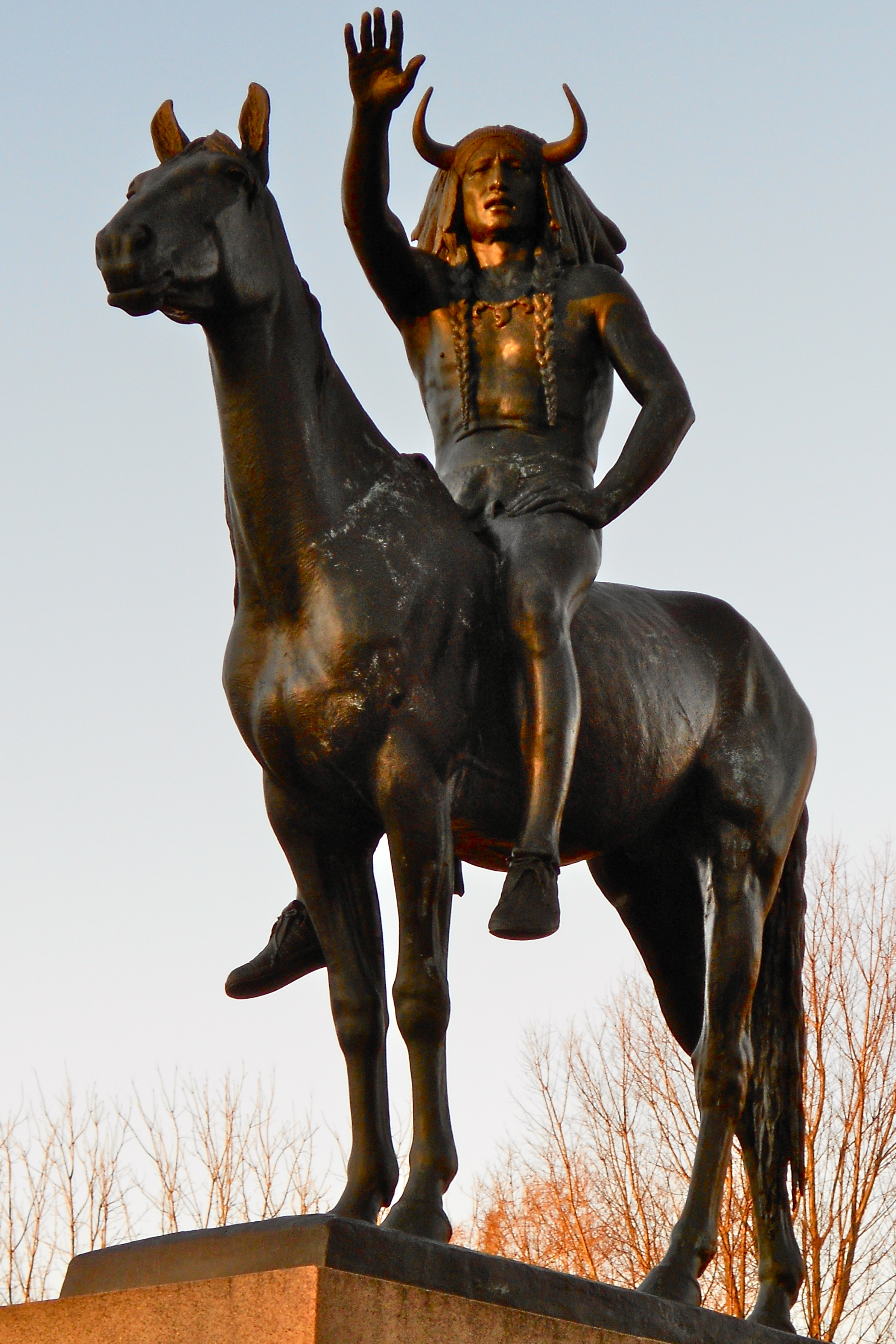
«Людина медицини» (1899, Філадельфія, Парк Фермаунт)
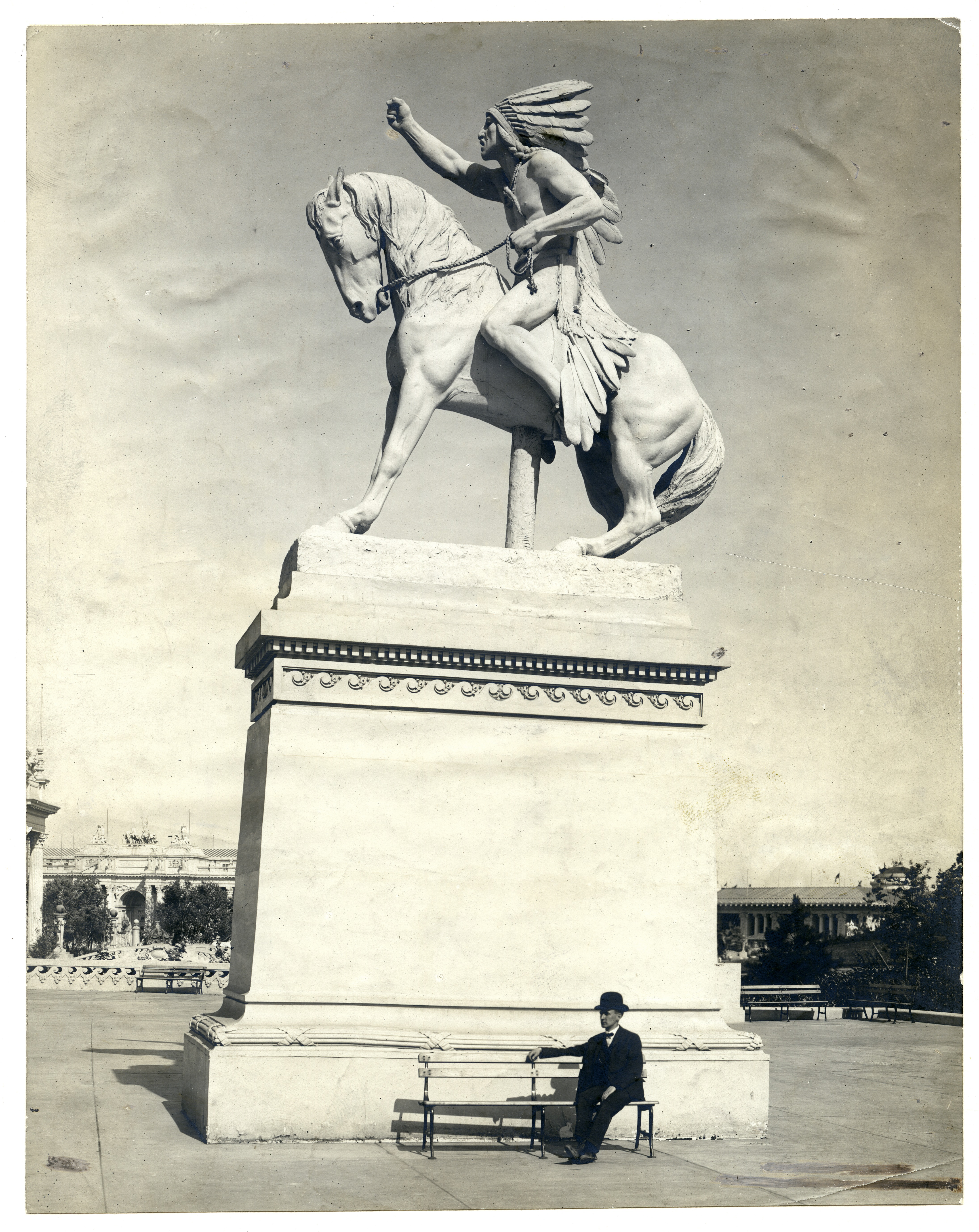
«Протест сіу» (1904, Спрингвілл, Музей мистецтв)
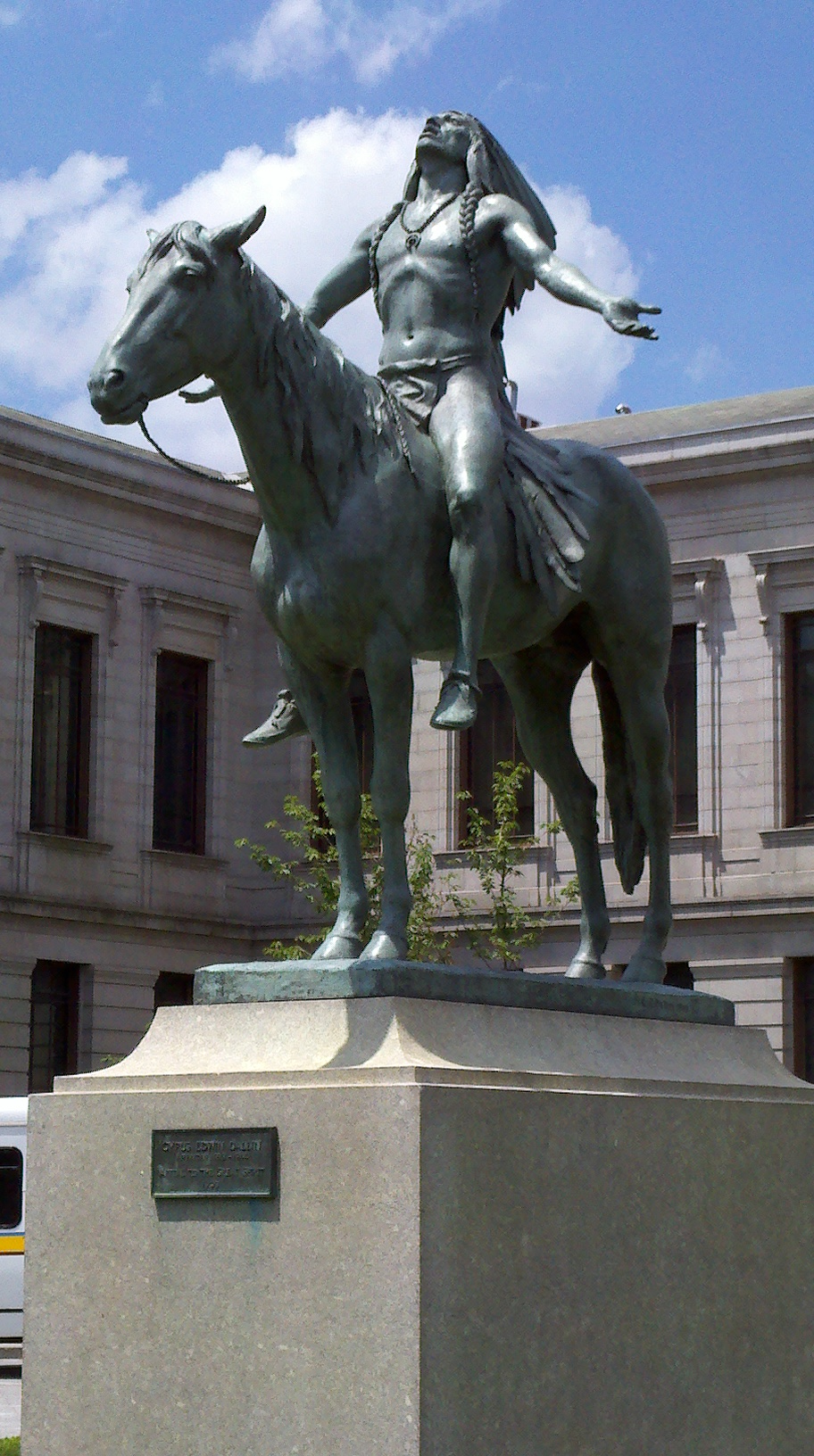
«Звернення до Великого Духа» (1909)